# Ashikaga Yoshiharu
Ashikaga Yoshiharu (jap. 足利 義晴; * 2. April 1511; † 20. Mai 1550) war der 12. Shōgun des Ashikaga-Shōgunats. Er regierte  von 1521 bis 1546 in der späten Muromachi-Zeit in Japan und war Sohn des 11. Shōgun, Ashikaga Yoshizumi.  
Nachdem der 10. Shōgun, Ashikaga Yoshitane, und Hosokawa Takakuni 1521 um die Macht im Shōgunat kämpften, floh Yoshitane auf die Insel Awaji und Yoshiharu wurde als ein Marionetten-Shōgun installiert.  Ohne jede politische Macht und wiederholt zum Verlassen der Hauptstadt Kyōto gezwungen, zog sich Yoshiharu schließlich 1546 wegen eines politischen Streites zwischen Miyoshi Nagayoshi und Hosokawa Harumoto zurück und machte seinen Sohn Ashikaga Yoshiteru zum 13. Shōgun.  
Sein  Sohn Ashikaga Yoshiaki wurde mit Unterstützung von Oda Nobunaga der 15. Shōgun.  
Yoshiharu war zu der Zeit Shōgun, als 1542 durch ein vom Kurs nach China abgekommenes portugiesisches Schiff der erste Kontakt zwischen Japan und Europa zustande kam.